# Liste der denkmalgeschützten Objekte in Wöllersdorf-Steinabrückl
Die Liste der denkmalgeschützten Objekte in Wöllersdorf-Steinabrückl enthält die 19 denkmalgeschützten unbeweglichen Objekte der Gemeinde Wöllersdorf-Steinabrückl im niederösterreichischen Bezirk Wiener Neustadt-Land.

## Denkmäler
| Foto |                 | Denkmal                                                                                            | Standort                                                  | Beschreibung | Metadaten |
| ---- | --------------- | -------------------------------------------------------------------------------------------------- | --------------------------------------------------------- | --- | --- |
| ja   | Datei hochladen | Volksschule HERIS-ID: 30637 Objekt-ID: 27390                                                       | Hauptstraße 5 Standort KG: Steinabrückl                   | Der zweigeschoßige Bau wurde im Jahr 1911 errichtet. Die Schule hat einen U-förmigen Grundriss. In der Mitte ist ein kleiner Glockenturm auf dem Walmdach angebracht. | BDA-Hist.: Q37936451 Status: § 2a Stand der BDA-Liste: 2025-06-30 Name: Volksschule GstNr.: 368/5 |
| ja   | Datei hochladen | Kath. Pfarrkirche Unbefleckte Empfängnis HERIS-ID: 30634 Objekt-ID: 27387                          | Kirchenplatz 1 Standort KG: Steinabrückl                  | Die Kirche, der unbefleckten Empfängnis geweiht, liegt etwas am Ortsrand. Sie wurde im spätklassizistischen Stil in den Jahren 1823 bis 1830 von Johann Nothaft erbaut. Angeschlossen an die Pfarrkirche ist auch der Friedhof sowie ein Soldatenfriedhof. | BDA-Hist.: Q37936423 Status: § 2a Stand der BDA-Liste: 2025-06-30 Name: Kath. Pfarrkirche Unbefleckte Empfängnis GstNr.: .33 Pfarrkirche Steinabrückl                                                                                      |
| ja   | Datei hochladen | Flur-/Wegkapelle hl. Johannes Nepomuk HERIS-ID: 30638 Objekt-ID: 27391                             | bei Kirchengasse 5 Standort KG: Steinabrückl              | Anfang 19. Jahrhundert; die barocke Statue des hl. Johannes Nepomuk stammt aus dem dritten Viertel des 18. Jahrhunderts. | BDA-Hist.: Q37936465 Status: § 2a Stand der BDA-Liste: 2025-06-30 Name: Flur-/Wegkapelle hl. Johannes Nepomuk GstNr.: 407/1 |
| ja   | Datei hochladen | Gruftkapelle der Brüder Glanz HERIS-ID: 30639 Objekt-ID: 27392                                     | Kirchenplatz 1, östlich Standort KG: Steinabrückl         | In der Mitte des Friedhofes befindet sich die Gruftkapelle der Brüder Glanz, die eine Spinnerei betrieben. Errichtet wurde die Kapelle im Jahr 1895. | BDA-Hist.: Q37936479 Status: § 2a Stand der BDA-Liste: 2025-06-30 Name: Gruftkapelle der Brüder Glanz GstNr.: 227/3 |
| ja   | Datei hochladen | Gruftkapelle Fam. Roth HERIS-ID: 30640 Objekt-ID: 27393                                            | Kirchenplatz 1, östlich Standort KG: Steinabrückl         | Die der Gotik nachempfundene Gruftanlage wurde von 1890 bis 1917 erbaut. | BDA-Hist.: Q37936492 Status: § 2a Stand der BDA-Liste: 2025-06-30 Name: Gruftkapelle Fam. Roth GstNr.: 227/3 |
| ja   | Datei hochladen | Immaculatakloster mit Noviziatshaus HERIS-ID: 113713 Objekt-ID: 132078                             | Anna Steurergasse 1 (Kloster) Standort KG: Wöllersdorf    | Der zweigeschoßige neobarocke Bau wurde in den Jahren 1924 bis 1928 erbaut und im Jahr 1978 restauriert. Anmerkung: Bis 2019 unter der Objekt-ID 27372 geschützt | BDA-Hist.: Q37936276 Status: § 2a Stand der BDA-Liste: 2025-06-30 Name: Immaculatakloster mit Noviziatshaus GstNr.: .6, 479 Immakulatakloster Wöllersdorf                                                                                  |
| ja   | Datei hochladen | Elektroschalt- und Verteilerhalle der ehem. k. k. Munitionsfabrik HERIS-ID: 30627 Objekt-ID: 27379 | Feuerwerksanstalt 236 Standort KG: Wöllersdorf            | Das 1914–1916 durch Ludwig Müller errichtete, als eines von wenigen erhaltenen Gebäude der Feuerwerksanstalt ist heute die Zentrale der MABA Gruppe. | BDA-Hist.: Q1790881 Status: Bescheid Stand der BDA-Liste: 2025-06-30 Name: Elektroschalt- und Verteilerhalle der ehem. k. k. Munitionsfabrik GstNr.: .397                                                                                  |
| ja   | Datei hochladen | Höhensiedlung und Hügelgräber Malleiten HERIS-ID: 30615 Objekt-ID: 27367                           | Malleiten Standort KG: Wöllersdorf                        | Große Anzahl ur- und frühgeschichtlicher Siedlungsreste, die unter anderem mit der Gewinnung und Verarbeitung von Kupfer in Zusammenhang stehen, größte Blüte der Siedlung in der Hallstattzeit, mehrere Hügelgräberfelder in den Waldbereichen angelegt, zahlreiche Funde in den Höhlen des Berges, römische Steindenkmäler von der Malleiten befinden sich in den Schlössern Ebreichsdorf und Hernstein. | BDA-Hist.: Q64692165 Status: Bescheid Stand der BDA-Liste: 2025-06-30 Name: Höhensiedlung und Hügelgräber Malleiten GstNr.: 1130, 1132, 1136/1, 1139, 1140, 1141, 1147, 1150/1, 1153, 1154, 1155/1, 1155/2, 1156/1, 1158, 1159, 1160, 1161 |
| ja   | Datei hochladen | Wohnhaus HERIS-ID: 30622 Objekt-ID: 27374                                                          | Mühle 1 Standort KG: Wöllersdorf                          | Das barocke Gebäude hat zwei Geschoße und wurde unter der Familie Schmid von Schmidsfelden an der Piesting errichtet. | BDA-Hist.: Q37936290 Status: § 2a Stand der BDA-Liste: 2025-06-30 Name: Wohnhaus GstNr.: .76/1 |
| ja   | Datei hochladen | Volksschule HERIS-ID: 30623 Objekt-ID: 27375                                                       | Schulgasse 6 Standort KG: Wöllersdorf                     | Die Schule ist ein neobarocker Bau mit U-förmigen Grundriss aus dem Jahr 1904. | BDA-Hist.: Q37936307 Status: § 2a Stand der BDA-Liste: 2025-06-30 Name: Volksschule GstNr.: .65/1 |
| ja   | Datei hochladen | Sog. Schlössl, ehem. Herrenhaus HERIS-ID: 30626 Objekt-ID: 27378                                   | Staudiglgasse 4 Standort KG: Wöllersdorf                  | Das sogenannte Schlössl ist heute ein Wohnhaus am Nordhang des Piestingtales. Es war das Herrenhaus der Schmid von Schmidsfelden, die einen Kupferhammer und ein Blechwalzwerk betrieben. | BDA-Hist.: Q37936335 Status: Bescheid Stand der BDA-Liste: 2025-06-30 Name: Sog. Schlössl, ehem. Herrenhaus GstNr.: .1 Wöllersdorfer Schlössl                                                                                              |
| ja   | Datei hochladen | Figurenbildstock hl. Sebastian HERIS-ID: 30630 Objekt-ID: 27383                                    | gegenüber Steinabrücklerstraße 6 Standort KG: Wöllersdorf | Die Schaftsäule trägt die Statue des heiligen Sebastian. Sie stammt aus dem 18. Jahrhundert. | BDA-Hist.: Q37936386 Status: § 2a Stand der BDA-Liste: 2025-06-30 Name: Figurenbildstock hl. Sebastian GstNr.: 1647/6 |
| ja   | Datei hochladen | Aufnahmsgebäude Wöllersdorf und Gütermagazin HERIS-ID: 30641 Objekt-ID: 27394                      | Untere Bahnhofstraße 14, 16, 18 Standort KG: Wöllersdorf  | Das Aufnahmegebäude sowie die Nebenbauten wurden 1877 im Brennerbahn-Typus erbaut. Das Gebäude hat zwei Geschoße mit einer Fassade mit sichtbaren Steinquadern. Daneben befindet sich ein Gütermagazin aus Holz. | BDA-Hist.: Q37936507 Status: Bescheid Stand der BDA-Liste: 2025-06-30 Name: Aufnahmsgebäude Wöllersdorf und Gütermagazin GstNr.: .187 Aufnahmsgebäude und Gütermagazin Bahnhof Wöllersdorf                                                 |
| ja   | Datei hochladen | Villenkolonie Wöllersdorf HERIS-ID: 13437 Objekt-ID: 9623                                          | Villenkolonie 214 bis 225 Standort KG: Wöllersdorf        | Das vom übrigen Ort Wöllersdorf abgeschiedene Cottageviertel stammt aus dem Jahr 1914 und besteht aus elf Gebäuden im Heimatstil. Die ehemaligen Offizierswohnungen stehen in Zusammenhang mit den Wöllersdorfer Werken. Die verschieden strukturierten Gebäude sind mehrheitlich original erhalten, lediglich das Objekt Nr. 219 ist mittlerweile abgekommen.                                             | BDA-Hist.: Q38178379 Status: Bescheid Stand der BDA-Liste: 2025-06-30 Name: Villenkolonie Wöllersdorf GstNr.: .277, .278, .279, .280, .281, .283, .284, .285, .286, .287, .288 Villenkolonie, Wöllersdorf                                  |
| ja   | Datei hochladen | Ruine Höhlturm (auch Höllturm) HERIS-ID: 30628 Objekt-ID: 27381                                    | Höhlturmweg 10, nordöstlich Standort KG: Wöllersdorf      | Der ehemalige Wehrturm wurde 1531 erstmals erwähnt und ist weithin sichtbar. Der älteste Teil der Burg stammt aus dem 12. Jahrhundert. | BDA-Hist.: Q37936359 Status: § 2a Stand der BDA-Liste: 2025-06-30 Name: Ruine Höhlturm (auch Höllturm) GstNr.: 473/3 Höhlturm |
| ja   | Datei hochladen | Nepomukkapelle HERIS-ID: 30629 Objekt-ID: 27382                                                    | Staudiglgasse 2, gegenüber Standort KG: Wöllersdorf       | Die Giebelkapelle, die den heiligen Nepomuk beherbergt, stammt aus der Mitte des 18. Jahrhunderts und steht direkt an der Piesting. | BDA-Hist.: Q37936374 Status: § 2a Stand der BDA-Liste: 2025-06-30 Name: Nepomukkapelle GstNr.: 1648/2 |
| ja   | Datei hochladen | Bildstock HERIS-ID: 30631 Objekt-ID: 27384                                                         | Standort KG: Wöllersdorf                                  | Die viereckige Säule trägt die Jahreszahl 1677 und trägt an der Spitze ein Doppelkreuz. | BDA-Hist.: Q37936399 Status: § 2a Stand der BDA-Liste: 2025-06-30 Name: Bildstock GstNr.: 1646/13 |
| ja   | Datei hochladen | Peststein HERIS-ID: 30632 Objekt-ID: 27385                                                         | Schulgasse 6, bei Standort KG: Wöllersdorf                | Der Peststein befindet sich im Garten hinter der Volksschule und trägt die Jahreszahl 1653. | BDA-Hist.: Q37936411 Status: § 2a Stand der BDA-Liste: 2025-06-30 Name: Peststein GstNr.: 1/1 |
| ja   | Datei hochladen | Kath. Pfarrkirche hl. Georg HERIS-ID: 30617 Objekt-ID: 27369                                       | Standort KG: Wöllersdorf                                  | Die Pfarrkirche ist ein spätbarocker Bau mit einem Fassadenturm. Sie wurde 1240 und 1335 erstmals erwähnt. Eine Georgskapelle wurde 1427 erwähnt. Der ersten Umbauten erfolgten in der zweiten Hälfte des 18. Jahrhunderts. Die Fresken von Franz Anton Maulpertsch aus der Zeit vor 1767 wurden nach dem Erdbeben von 1847 übertüncht. 1783 wurde die Kirche zur Pfarrkirche erhoben.                     | BDA-Hist.: Q37936231 Status: § 2a Stand der BDA-Liste: 2025-06-30 Name: Kath. Pfarrkirche hl. Georg GstNr.: .32 Pfarrkirche hl. Georg, Wöllersdorf                                                                                         |